# Масинга, Беннет
Беннетт Маси́нга (13 января 1965 — 14 ноября 2013) — профессиональный южноафриканский футболист, который играл в нападении.

## Карьера

### Клуб
Беннетт Масинга начал свою карьеру в 1983 году с любительским «Клерксдорп Сити», он дебютировал в профессиональном футболе в 1987 году с «Мамелоди Сандаунз» в возрасте 22 лет. Он трижды выиграл с клубом Национальную футбольную лигу. Он был также лучшим бомбардиром чемпионата в 1990 году. После трёх лет игры в «Буш Бакс» он подписал контракт с «Мэннинг Рейнджерс». Он также играл за «Сантос Кейптаун» и «Хелленик», прежде чем вернулся в «Буш Бакс». Впоследствии он был продан в «Блумфонтейн Селтик», где и завершил карьеру игрока.

### Национальная сборная
Беннетт Масинга сыграл в общей сложности пять матчей за южноафриканскую сборную, дебютировав 11 июля 1992 года в товарищеской игре против сборной Камеруна, соперники разошлись вничью 2:2. Его последний международный матч состоялся 10 апреля 1993 года против Маврикия.

## Стиль игры
Сайт MTN описывает Масингу как одного из лучших центральных нападающих в южноафриканском футболе. Малогабаритный скоростной игрок, способный забить гол в любой ситуации.

## Смерть
14 ноября 2013 года он умер в возрасте 48 лет после непродолжительной болезни. Его семья получила множество соболезнований. Бывший товарищ Масинги по «Мамелоди Сандаунз», Зане Муса, выразил свои соболезнования через «Twitter»: 
Какое печальное начало выходных. Смерть Беннетта Масинги, какой игрок! Спи спокойно, Беннетт.
 Его кузен, Фил Масинга, также сказал: 
Я его боготворил. Во всём наследовал его в детстве. Хранил для него бутсы, чтобы посмотреть, как он играет. Всё, чего я хотел, это играть так же хорошо в футбол, как он. Без сомнения, он был лучшим игроком, чем я.